# Adrian Tchaikovsky
Adrian Tchaikovsky, właśc. Adrian Czajkowski (ur. 1972 w Woodhall Spa) – brytyjski pisarz, autor książek science-fiction i fantasy polskiego pochodzenia. Laureat Nagrody im. Clarke’a za Dzieci czasu i Nagrody BSFA w 2019 za sequel, Children of Ruin.

## Życiorys
Urodził się w 1972 roku w Woodhall Spa, w hrabstwie Lincolnshire. Jego rodzina pochodzi z Polski, dziadek osiadł w Anglii po II wojnie światowej. Studiował zoologię i psychologię na University of Reading. Następnie zdobył kwalifikacje prawnicze i został zatrudniony jako radca prawny w Leeds.
W latach 90. zaczął pisać cykl książek fantasy – Cienie Pojętnych. Po długich poszukiwaniach wydawcy, w 2008 roku pierwszy tom cyklu (Imperium Czerni i Złota) został wydany przez Tor Books, imprint wydawnictwa Macmillan Publishers. Później książka została opublikowana także w Stanach Zjednoczonych. Zdecydował się publikować książki pod nazwiskiem Tchaikovsky, by wymowa nazwiska nie stanowiła problemu dla mieszkańców krajów anglojęzycznych. W 2009 roku Imperium Czerni i Złota zostało opublikowane w Polsce przez Dom Wydawniczy „Rebis”. Początkowo chciał, by w Polsce jego książki były publikowane pod jego prawdziwym nazwiskiem, lecz ostatecznie wydawca użył pseudonimu.

## Publikacje
Źródła:
Seria Cienie Pojętnych
- 2008: Imperium Czerni i Złota (Empire in Black and Gold), polskie wydanie: 6 października 2009
- 2009: Klęska Ważki (Dragonfly Falling), polskie wydanie: 26 stycznia 2010
- 2009: Krew Modliszki (Blood of the Mantis), polskie wydanie: 27 lipca 2010
- 2010: Hołd dla Mroku (Salute the Dark), polskie wydanie: 16 listopada 2010
- 2010: Ścieżka Skarabeusza (The Scarab Path), polskie wydanie: lipiec 2011
- 2011: Morska Straż (The Sea Watch), polskie wydanie: 14 lutego 2012
- 2011: Spadkobiercy Ostrza (Heirs of the Blade), polskie wydanie: 10 października 2012
- 2012: Podniebna Wojna (The Air War), polskie wydanie: 5 marca 2013
- 2013: Wrota Mistrza Wojny (War Master's Gate), polskie wydanie: 29 lipca 2014
- 2014: Pieczęć Robaka (Seal of the Worm), polskie wydanie: 2015

Książki dodatkowe do serii Cienie Pojętnych:
- 2011: Pancerni (Ironclads), polskie wydanie: marzec 2011

Seria Children of Time
- 2015: Dzieci czasu (Children of Time, polskie wydanie: sierpień 2017, Nagroda im. Arthura C. Clarke’a 2016)
- 2019: Children of Ruin (Nagroda BSFA dla najlepszej powieści 2019)
- 2022: Children of Memory

Seria Echoes of the Fall
- 2016: The Tiger and the Wolf
- 2017: The Bear and the Serpent
- 2018: The Hyena and the Hawk

Seria Bioforms
- 2017: Dogs of War
- 2021: Bear Head
- 2025: Bee Speaker

Seria The Tyrant Philosophers
- 2022: City of Last Chances (Nagroda BSFA dla najlepszej powieści 2020)
- 2023: House of Open Wounds
- 2024: Days of Shattered Faith
- 2025: Lives of Bitter Rain

Seria The Final Architecture
- 2021: Shards of Earth (Nagroda BSFA dla najlepszej powieści 2021)
- 2022: Eyes of the Void
- 2023: Lords of Uncreation

Inne książki
- 2015: Guns of the Dawn
- 2016: Spiderlight
- 2019: Cage of Souls
- 2020: The Doors of Eden (Nagroda Sidewise za historię alternatywną 2020)
- 2024: Alien Clay
- 2024: Service Model
- 2025: Shroud